# France Kranjc
France Kranjc, slovenski inženir elektrotehnike, * 13. november 1930, Ljubljana, † 20. oktober 1987, Ljubljana.
Kranjc je leta 1957 diplomiral na ljubljanski Tehniški fakulteti in leta 1965 doktoriral na Fakulteti za elektrotehniko v Zagrebu.
Kranjc je bil od 1958 vodja oddelka za relejno zaščito pri podjetju Elektoprenos v Ljubljani, od 1965 tehniški direktor Soških elektraren v Novi Gorici, leta 1970 pa je postal izredni profesor na FE v Ljubljani ter prav tam 1979 redni profesor.
Kranjc se je ukvarjal z visokonapetostno tehniko ter vodil več raziskovalnih del tako doma kot tudi v ZDA. Leta 1975 je bil izvoljen za profesorja državne Univerze Oregon v Corvallisu. Opravil je okoli 50 raziskav ter objavil 5 samostojnih publikacij